# بيت هاشم (بعدان)

تعديل مصدري - تعديل

بيت هاشم محلة تابعة لقرية الاسالم، التابعة لعزلة الدعيس بمديرية بعدان إحدى مديريات محافظة إب في الجمهورية اليمنية، بلغ تعداد سكانها 38 حسب تعداد اليمن لعام 2004.